# 사인 (관직)
사인(舍人)은 고대 한국과 중국, 일본의 관직이다.

## 한국
고려의 중서문하성(中書門下省)과 합문(閤門), 동궁관(東宮官), 제비주부(諸妃主府)에 설치되었으며 품계와 정원은 모두 달랐다.